# Pižma (přítok Pečory)
Pižma (rusky Пижма) je řeka v Republice Komi v Rusku. Je 389 km dlouhá. Povodí má rozlohu 5470 km².

## Průběh toku
Odtéká z jezera Jamozero na vysočině Timanský krjaž. Až k ústí svého největšího pravého přítoku (Svetlaja) se nazývá Pečorská Pižma. Ústí zleva do Pečory.

## Vodní stav
Zdroj vody je převážně sněhový. Průměrný roční průtok vody činí 55 m³/s a maximální přibližně 800 m³/s. Zamrzá na konci října až na začátku listopadu a rozmrzá na konci dubna až na začátku května.

## Využití
Vodní doprava je možná na dolním toku.